# 独立リーグ
独立リーグ（どくりつリーグ）とは、主に日本では日本野球機構、北アメリカ（北米）ではメジャーリーグ・マイナーリーグ組織、韓国では韓国野球委員会とは別に組織されたプロ野球リーグの総称として使われる言葉。本項では、プロ野球以外の独立リーグも紹介する。

## 北米の独立リーグ

### 概要
北米ではメジャーリーグベースボール（以下、MLB）およびその傘下にあるマイナーリーグベースボール（以下、MiLB）の機構から独立した、別組織の野球リーグをいう。北米の独立リーグは19世紀末には存在していた。「ブラックソックス事件」でMLBを追放されたシューレス・ジョー・ジャクソンもこのリーグでプレーしたといわれる。
現在は、MLBやMiLBを自由契約となった選手や日本の選手も多く参加しており、リッキー・ヘンダーソンも一度MLBから自由契約になった後に独立リーグに参加。その後MLBに復帰するなど、メジャーリーガーへの登竜門的な組織であることを印象付けている。
各リーグは地方の小都市を中心に展開され、加盟チームの中には本拠地を持たない「ビジターチーム」も一部存在する。商業面においてMiLBと競合することも多く市場規模も小さいため、経営は非常に不安定。シーズン中にリーグそのものが消滅してしまう事例も少なくない。こうしたことから、リーグ間での交流試合はほとんど行われていない。過去にはノーザンリーグとノース・イーストリーグが合併していたこともあった。
独立リーグのロースターには、選手の年齢層と、MLBでのプレー年数を基準とする厳しい選手登録制限が存在する。また、MLBのスプリングトレーニングでは、シーズン直前にロースターが決まる（MLB→AAA→AA→A→ルーキーという順番で選手を振り分け、余った選手が独立リーグに流れるため）ということもあって、選手構成は常に流動的である。ノーザンリーグに加盟していたセントポール・セインツでは、史上初めて女性選手であるアイラ・ボーダーズがプレーしたことで話題となった。

### 活動中のリーグ
| リーグ名                     | 英語表記                                                  | 開始年度            | 備考                                                                     |
| MLBパートナーリーグ          | MLBパートナーリーグ                                       | MLBパートナーリーグ | MLBパートナーリーグ                                                      |
| ---------------------------- | --------------------------------------------------------- | ------------------- | ------------------------------------------------------------------------ |
| アトランティックリーグ       | Atlantic League of Professional Baseball                  | 1998年              |                                                                          |
| アメリカン・アソシエーション | American Association of Independent Professional Baseball | 2006年              |                                                                          |
| フロンティアリーグ           | Frontier League                                           | 1993年              |                                                                          |
| パイオニアリーグ             | Pioneer League                                            | 1939年              | 2020年まではマイナーリーグ（ルーキー+級） 独立リーグとしては2021年から。 |
| その他                       |                                                           |                     |                                                                          |
| エンパイアリーグ             | Empire Professional Baseball League                       | 2016年              |                                                                          |
| ユナイテッドショアリーグ     | United Shore Professional Baseball League                 | 2016年              |                                                                          |
| ペコス・リーグ               | Pecos League                                              | 2011年              |                                                                          |

### 活動停止した主なリーグ
| リーグ名                                                   | 英語表記                                               | 開始年度 | 最終年度 |
| ---------------------------------------------------------- | ------------------------------------------------------ | -------- | -------- |
| ノーザンリーグ                                             | Northern League                                        | 1993年   | 2010年   |
| グレート・セントラル・リーグ                               | Great Central League                                   | 1994年   | 1994年   |
| セントラル・ベースボール・リーグ                           | Central Baseball League                                | 1994年   | 2005年   |
| アトランティック・コースト・リーグ                         | Atlantic Coast League                                  | 1995年   | 1995年   |
| ノース・アトランティック・リーグ                           | North Atlantic League                                  | 1995年   | 1996年   |
| プレーリー・リーグ                                         | Prairie League                                         | 1995年   | 1997年   |
| ハートランド・リーグ                                       | Heartland League                                       | 1995年   | 1998年   |
| ウエスタン・ベースボール・リーグ                           | Western Baseball League                                | 1995年   | 2002年   |
| ビッグ・サウス・リーグ                                     | Big South League                                       | 1996年   | 1997年   |
| オールアメリカン・アソシエーション                         | All-American Association                               | 2001年   | 2001年   |
| サウスイースタン・リーグ                                   | Southeastern League                                    | 2002年   | 2003年   |
| カナディアン・ベースボール・リーグ                         | Canadian Baseball League                               | 2003年   | 2003年   |
| ゴールデンベースボールリーグ                               | Golden Baseball League                                 | 2004年   | 2010年   |
| カナディアン・アメリカンリーグ                             | Canadian-American Association of Professional Baseball | 2005年   | 2019年   |
| ユナイテッドリーグ・ベースボール                           | United League Baseball                                 | 2006年   | 2015年   |
| サウス・コースト・リーグ                                   | South Coast League                                     | 2007年   | 2007年   |
| コンチネンタル・ベースボール・リーグ                       | Continental Baseball League                            | 2007年   | 2010年   |
| ノース・アメリカン・リーグ                                 | North American League                                  | 2011年   | 2012年   |
| フリーダム・プロ・ベースボールリーグ                       | Freedom Pro Baseball League                            | 2012年   | 2013年   |
| アメリカン・ウェスト・ベースボールリーグ                   | American West Baseball League                          | 2013年   | 2013年   |
| パシフィック・アソシエーション                             | Pacific Association of Professional Baseball Clubs     | 2013年   | 2022年   |
| マウント・レーニア・プロフェッショナル・ベースボールリーグ | Mount Rainier Professional Baseball League             | 2015年   | 2015年   |
| ノース・カントリー・ベースボールリーグ                     | North Country Baseball League                          | 2015年   | 2015年   |
| サラブレッド・ベースボール・リーグ                         | Thoroughbred Baseball League                           | 2017年   | 2017年   |
| コンステレーション・エナジー・リーグ                       | Constellation Energy League                            | 2020年   | 2020年   |

### 在籍経験のある主な日本人選手
- ノーザンリーグ
  - 矢野英司（投手）
  - 藤本博史（捕手）
  - 根鈴雄次（外野手）
  - 小林亮寛（投手）
  - 河野和洋 (外野手)
  - 富岡久貴 (投手)
  - 西口文也 (投手)
  - 西山道隆 (投手)
  - 脇田善旨 (投手)

ノーザンリーグ#日本人選手参照

- アメリカン・アソシエーション
  - 坪井智哉（外野手）
  - 松家卓弘（投手）
  - 深江真登（外野手）
  - 久保康友（投手）
  - 井野口祐介（外野手）

アメリカン・アソシエーション#日本人選手参照

- フロンティア・リーグ
  - 塩屋大輔（投手）
  - 金本浩司（投手）
  - 池田豪（外野手）
  - 福田満樹（捕手）

フロンティアリーグ#日本人選手参照

- アトランティックリーグ
  - マック鈴木（投手）
  - 谷口功一（投手）
  - 今関勝（投手）
  - 仁志敏久（内野手）
  - 乙坂智（外野手）
  - 筒香嘉智（外野手・内野手）

アトランティックリーグ#日本人選手参照

- ノース・イーストリーグ
  - 品田操士（投手）
  - 佐野慈紀（投手）
  - 矢野英司（投手）

カナディアン・アメリカン・リーグ#日本人選手参照

- ゴールデンベースボールリーグ
  - 伊良部秀輝（投手）
  - 三澤興一（投手）
  - 吉田えり（投手）

ゴールデンベースボールリーグ#日本人選手参照

- ウエスタン・ベースボール・リーグ
  - 高山智行（内野手）
  - 田中聡（内野手）
  - 佐々木誠（外野手）
  - 吉田知晃 (内野手)

ウエスタン・ベースボール・リーグ#日本人選手参照

- カナディアン・ベースボール・リーグ
  - 部坂俊之（投手）
  - 真木将樹（投手）

カナディアン・ベースボール・リーグ#日本人選手参照

- プレーリー・リーグ
  - 中山雅行（投手）

プレーリー・リーグ#日本人選手参照

- ミッドアメリカン・リーグ
  - 五十嵐幸則（内野手）

- エンパイアリーグ
  - 佐野川リョウ（投手）
  - 繁田隼（内野手）
  - 菅原祥太（外野手）

## 日本の独立リーグ
日本では国民野球連盟（1947年 - 1948年）とグローバルリーグ（1969年。日本以外の国も参加）以降、独立リーグは存在しなかった。しかし、2004年に起こったプロ野球再編問題の影響で、全国各地に独立したプロ野球のリーグ構想が持ち上がり、紆余曲折を経て2024年度は7つのリーグが活動している。
国民野球連盟は、日本野球連盟（現：日本野球機構、NPB）と対等のリーグを目指し、挫折したが2004年以降に設立された独立リーグは、地域密着を図ると共に、NPBを目指す選手の受け皿として選手育成を前面に打ち出している。
しかし独立リーグの立ち上げは容易ではなく、構想は発表されたものの、金銭的な問題（スポンサーがつかない、予想以上に経費がかかるなど）や人材的な問題（審判やスタッフが不足、ひいては選手自体が集まらないなど）から構想が頓挫したり、プロ形態を断念したものが複数ある。開幕に漕ぎ付けても運営資金の確保が課題となることも多く、特に旧関西独立リーグは最初のシーズン途中での運営会社の撤退、シーズン終了後にチームの脱退・新リーグへの分裂などの事態に陥った。また、関西から分裂する形で発足したジャパン・フューチャーベースボールリーグ（JFBL）も、大阪球団の経営難等を理由に1年で休止した。四国アイランドリーグplusやベースボール・チャレンジ・リーグ（ルートインBCリーグ）は、多様なスポンサーの確保や地域のバックアップを得ることで運営の安定化に努めてきた。
2009年11月18日には、関西、BCリーグ、四国・九州アイランドリーグ、JFBLの4リーグ代表者が東京に集まり、独立リーグ統一を目指した話し合い・意見交換（選手年俸、運営ルール等）を行った。この統一が実現すると、来季1地域2リーグとなる関西地域での球場確保等の問題が解消されると期待された。2010年4月1日に、4リーグの間で任意団体の独立リーグ連絡協議会（JIBLA）が設立された。2012年3月、アイランドリーグおよびBCリーグはNPBとの間で育成選手の派遣受け入れに合意したが、このときの発表でJIBLAはこの両リーグによる任意団体となっており、KANDOKはすでに脱退していることがあきらかになった。加盟チームの参入と活動休止や脱退を繰り返した関西は、2013年のシーズン終了後に分裂する形で全3球団が脱退したため事実上活動を停止した。脱退したうち2球団は新たにBASEBALL FIRST LEAGUE（ベースボール・ファースト・リーグ）を結成し、2014年4月に開幕した。BASEBALL FIRST LEAGUEは2018年12月4日にリーグ名を改め、新生関西独立リーグ（さわかみ関西独立リーグ）となった。
2014年9月1日、アイランドリーグとBCリーグは新たに一般社団法人として日本独立リーグ野球機構（IPBL Japan）を発足させた。2020年3月6日には、いずれのリーグにも属さない独立球団・琉球ブルーオーシャンズが賛助会員として加盟した。
2010年代半ばからNPB球団に戦力外通告を受けた選手が独立リーグに再起を懸けるパターンが一般化したが、若松駿太は「本当にチャンスがあるとすれば、戦力外になった翌年だけだと思います。NPBから離れた時間が長いほど、難しくなるのは間違いないです」と私見を述べている。若松自身も結果的には独立リーグに定着するに至っている。また、独立リーグへ参戦したNPB経験者の人数に対するNPB復帰の事例はほんの一握り程度である。
2020年には、「選手がホームタウンでの就労により収入を得る」「監督は置かない」といった既存リーグとは異なるコンセプトを持つ北海道ベースボールリーグがリーグ戦を開始した。
2021年には九州アジアリーグが日本独立リーグ野球機構に加盟する3番目のリーグとして発足した。また2021年9月1日には、ベースボール・チャレンジ・リーグのうち西地区に所属する4球団が、2022年よりリーグを離脱して新リーグを結成することが発表され、9月16日には名称が日本海オセアンリーグとなることが明らかにされた。さらに10月6日には、北海道ベースボールを構成していた3球団が2021年シーズンで脱退の上、新リーグ（後日北海道フロンティアリーグに名称決定）を結成することを表明した。
日本海オセアンリーグは1シーズンリーグ戦を実施した後、福井が活動休止（実質的に解散）、滋賀が1年間活動を休止することになる一方、2023年からは千葉県と神奈川県の新球団を加えることになった。その後、リーグ名を「ベイサイドリーグ」と改めて千葉・神奈川の2球団での運営とする一方、富山と石川の球団は新たに「日本海リーグ」を設立してリーグ戦を実施することになった。
2023年11月に、BCリーグ所属の新潟アルビレックス・ベースボール・クラブが2024年シーズンよりNPBファームに加入することが決定し、これに伴って2023年末をもって新潟はBCリーグの加盟資格が終了した。独立リーグ球団からNPB組織所属となるのは初の事例である。
広義では日本アカデミーリーグ、美ら島リーグ、九州リーグ、中四国クラブ野球リーグ、クラブ野球リーグ埼玉など、社会人野球クラブチームによるリーグも含まれる。これらの多くもNPB及び日本野球連盟（JABA）から独立した運営となっている（ただし、各クラブごとでJABAに加盟している場合もあり、中四国クラブ野球リーグはJABAからバックアップを受けている）。三沢独立リーグのように名称に「独立リーグ」を入れるケースもある。

### NPBドラフトでの扱い
独立リーグに所属する選手はアマチュアではなく独立リーグとしてのプロ選手となり、プロ野球ドラフト会議では独立リーグ所属選手特有の扱いを受ける。大きな特徴としては、高校・大学卒業時点でNPBによるドラフト指名を受けずに独立リーグに加入した場合、初年度から指名を受けることが可能となることである（アイランドリーグとBCリーグで該当する事例が多数存在する）。ただし、かつて関西独立リーグ の兵庫ブレイバーズ（旧・兵庫ブルーサンダーズ→神戸三田ブレイバーズ）に所属していた芦屋大学在学中の選手については、学生としての身分が優先し、翌年の卒業見込みがない場合は指名対象とならないとされていた。一方、かつて希望入団枠制度が存在した当時はその対象外とされていた。
四国アイランドリーグの発足当初は全選手に対して学生・社会人と同等の指名制限期間を設けることも検討されたが、リーグ側や四国各県からの要望もあって、前記のように指名されなかった選手に関しては条件が緩和され、以後に発足した独立リーグも同様の扱いとなっている。中途退学してリーグに加入した選手については指名制限の対象となる。なお、四国アイランドリーグ発足初年の2005年度は特例として所属選手全員が指名の対象となった。
現状、独立リーグの選手はプロ野球ドラフト会議の指名を受けなくてはNPBと契約できないが、元NPB選手と外国人選手はドラフト会議を経ない「移籍」として扱われる。四国アイランドリーグ創設者の石毛宏典は「四国アイランドリーグを作る時、NPBへはドラフトではなく移籍で選手が行けるように提案していた。しかしNPBがドラフトでの指名にこだわった」と述べており、独立リーグ（四国アイランドリーグplusとBCリーグ）側は2014年現在も選手の経歴によらず移籍可能にしたいという意向を持っていると報じられている。
独立リーグからNPBに指名される確率は非常に低いと報じるメディアもある。しかし、NPB入りを目指している選手も多く、BCリーグからドラフト指名されてNPB入りした湯浅京己は、独立リーグは本気でNPBを目指している方がほとんどだと思うと発言している。また、徳島インディゴソックスのように、在籍選手に対する育成選手まで含めたNPBドラフト指名率では有力な大学や社会人のチームとも遜色がないとされる球団もある。
2016年までに独立リーグからNPBドラフト指名された82人のうち一軍支配下となったのは38人と半数弱で、NPB二軍での各種指標を独立リーグ時代と比較した場合悪化する傾向にあると、2017年の時点では指摘されている。

### 日本野球連盟の独立リーグに対する扱い
社会人野球を統括する日本野球連盟は、四国アイランドリーグの発足当時はリーグ在籍経験者をアマチュア選手と同じ扱いとし、社会人野球チーム在籍者が独立リーグに入る場合も制限を設けていなかった。しかし、2009年2月25日に制定した「国内の独立リーグに関する取扱要領」において在籍経験者をNPBと同じプロ野球経験者とし、登録者数制限（1チーム3名以内）の規定を適用するとともに、社会人野球チームの在籍者は大卒の場合2年、高卒の場合3年は独立リーグと契約できないとした。さらに2010年1月からは、独立リーグ退団者は退団の翌年度中の選手登録を認めず、大卒2年・高卒3年以内の社会人野球チーム在籍者は、チームが円満退部の書面を発行した場合には独立リーグと契約可能としたが書面なく契約した場合は社会人野球へ復帰できないとし、独立リーグの入団テストを受ける場合は事前に所属チームの承諾が必要とした。これらの措置は、主力選手を奪われた社会人チームからの苦情や、「野球界のルール」を知らせることが背景にあったと当時報じられていた。
2014年11月、日本野球連盟は、独立リーグ在籍経験者をプロ野球経験者の登録者数制限適用外とし、日本独立リーグ野球機構所属リーグ（当時は四国アイランドリーグPlusとBCリーグ）在籍経験者については退団翌年度の登録制限適用外とする「取扱要領」の改正をおこない、リーグ退団者の社会人野球登録を緩和した。この変更後に日本独立リーグ野球機構に加入した九州アジアリーグ、北海道フロンティアリーグ、日本海リーグ、関西独立リーグ (2代目)の選手に対しても適用される。

### 国内FA権取得に関わる独立リーグ出身NPB選手の扱い
NPBの国内フリーエージェント権取得に関して、独立リーグからドラフト会議を経てNPBに入団した選手に、大学や社会人野球出身者の条件である「一軍登録で在籍7年」（年数は規定による日数換算）が適用されるかどうかは、2017年現在明確な取り決めがなされていない。最初の適用対象となった三輪正義（香川→ヤクルト）については、三輪が香川に入る前に社会人の軟式野球部に所属していたことから、社会人出身者の扱いに準じるとされた。

### 活動中のリーグ
2025年時点で７つのリーグ、合計29球団が活動している。
表凡例
・「GCS」＝グランドチャンピオンシップ (独立リーグ)（IPBL所属リーグの優勝チーム等によるチャンピオンシップ）。
・「▲」はIPBL非加盟のためGCSには参加していない。
・「△」は2024年までリーグもしくはIPBL非加盟だったため、GCS参加歴・リーグ戦参加歴がない。
| リーグ名称 （括弧内）は命名権による名称                 | リーグ 設立年 | 球団数 | 球団名｜チームカラー           | 球団名｜チームカラー | 球団名｜チームカラー | リーグ戦参加年 | 本拠地 （または主要球場）              | GCS 優勝 | リーグ 優勝 |
| ------------------------------------------------------- | ------------- | ------ | ------------------------------ | -------------------- | -------------------- | -------------- | -------------------------------------- | -------- | ----------- |
| 四国アイランドリーグplus                                | 2005年        | 4      | 愛媛マンダリンパイレーツ       |                      |                      | 2005年         | 松山中央公園野球場                     | 1        | 3           |
| 四国アイランドリーグplus                                | 2005年        | 4      | 香川オリーブガイナーズ         |                      |                      | 2005年         | 香川県営野球場                         | 3        | 7           |
| 四国アイランドリーグplus                                | 2005年        | 4      | 高知ファイティングドッグス     |                      |                      | 2005年         | 高知市野球場                           | 1        | 3           |
| 四国アイランドリーグplus                                | 2005年        | 4      | 徳島インディゴソックス         |                      |                      | 2005年         | 徳島県営蔵本球場                       | 3        | 7           |
| ベースボール・チャレンジ・リーグ （ルートインBCリーグ） | 2007年        | 8      | 信濃グランセローズ             |                      |                      | 2007年         | （長野県営野球場）                     | 1        | 1           |
| ベースボール・チャレンジ・リーグ （ルートインBCリーグ） | 2007年        | 8      | 群馬ダイヤモンドペガサス       |                      |                      | 2008年         | 高崎市城南野球場                       | 2        | 5           |
| ベースボール・チャレンジ・リーグ （ルートインBCリーグ） | 2007年        | 8      | 埼玉武蔵ヒートベアーズ         |                      |                      | 2015年         | 熊谷さくら運動公園野球場               |          | 1           |
| ベースボール・チャレンジ・リーグ （ルートインBCリーグ） | 2007年        | 8      | 福島レッドホープス             |                      |                      | 2015年         | （須賀川市牡丹台野球場）               |          |             |
| ベースボール・チャレンジ・リーグ （ルートインBCリーグ） | 2007年        | 8      | 栃木ゴールデンブレーブス       |                      |                      | 2017年         | （小山運動公園野球場）                 |          | 1           |
| ベースボール・チャレンジ・リーグ （ルートインBCリーグ） | 2007年        | 8      | 茨城アストロプラネッツ         |                      |                      | 2019年         | （牛久運動公園野球場）                 |          |             |
| ベースボール・チャレンジ・リーグ （ルートインBCリーグ） | 2007年        | 8      | 神奈川フューチャードリームス   |                      |                      | 2020年         | （平塚球場）                           |          | 2           |
| ベースボール・チャレンジ・リーグ （ルートインBCリーグ） | 2007年        | 8      | 山梨ファイアーウィンズ         |                      |                      | 2025年         | （山梨県小瀬スポーツ公園野球場）       | △        | △           |
| 関西独立リーグ (2代目) （さわかみ関西独立リーグ）       | 2014年        | 5      | 大阪ゼロロクブルズ             |                      |                      | 2012年         | 花園セントラルスタジアム               | △        | 1           |
| 関西独立リーグ (2代目) （さわかみ関西独立リーグ）       | 2014年        | 5      | 兵庫ブレイバーズ               |                      |                      | 2011年         | キッピースタジアム                     | △        | 5           |
| 関西独立リーグ (2代目) （さわかみ関西独立リーグ）       | 2014年        | 5      | 和歌山ウェイブス               |                      |                      | 2017年         | 田辺スポーツパーク野球場               | △        | 2           |
| 関西独立リーグ (2代目) （さわかみ関西独立リーグ）       | 2014年        | 5      | 堺シュライクス                 |                      |                      | 2019年         | くら寿司スタジアム堺                   | △        | 4           |
| 関西独立リーグ (2代目) （さわかみ関西独立リーグ）       | 2014年        | 5      | 姫路イーグレッターズ           |                      |                      | 2024年         | 姫路市立姫路球場                       | △        |             |
| 北海道ベースボールリーグ                                | 2020年        | 2      | 富良野ブルーリッジ             |                      |                      | 2020年         | 富良野市民球場                         | ▲        | 1           |
| 北海道ベースボールリーグ                                | 2020年        | 2      | 旭川ビースターズ               |                      |                      | 2023年         | あいべつ球場                           | ▲        |             |
| 九州アジアリーグ                                        | 2021年        | 4      | 大分B-リングス                 |                      |                      | 2021年         | 別大興産スタジアム                     |          |             |
| 九州アジアリーグ                                        | 2021年        | 4      | 火の国サラマンダーズ           |                      |                      | 2021年         | リブワーク藤崎台球場                   | 2        | 3           |
| 九州アジアリーグ                                        | 2021年        | 4      | 北九州下関フェニックス         |                      |                      | 2022年         | 北九州市民球場・下関球場               |          | 1           |
| 九州アジアリーグ                                        | 2021年        | 4      | 宮崎サンシャインズ             |                      |                      | 2023年         | （西都原運動公園野球場）               |          |             |
| 北海道フロンティアリーグ                                | 2022年        | 4      | 石狩レッドフェニックス         |                      |                      | 2021年         | （青葉公園野球場）                     |          | 2           |
| 北海道フロンティアリーグ                                | 2022年        | 4      | KAMIKAWA・士別サムライブレイズ |                      |                      | 2021年         | （士別市ふどう野球場）                 |          | 1           |
| 北海道フロンティアリーグ                                | 2022年        | 4      | 美唄ブラックダイヤモンズ       |                      |                      | 2020年         | （美唄市営野球場）                     |          |             |
| 北海道フロンティアリーグ                                | 2022年        | 4      | 別海パイロットスピリッツ       |                      |                      | 2025年         | （別海町営野球場）                     | △        | △           |
| 日本海リーグ                                            | 2023年        | 2      | 石川ミリオンスターズ           |                      |                      | 2007年         | 金沢市民野球場                         | 2        | 1           |
| 日本海リーグ                                            | 2023年        | 2      | 富山GRNサンダーバーズ          |                      |                      | 2007年         | 県営富山野球場・高岡西部総合公園野球場 |          | 1           |

### 活動を休止したリーグ
- 新日本専門リーグ（1936年 - 1937年）
- ジャパン・フューチャーベースボールリーグ（2010年）

運営会社のベースボールフューチャーは、三重県内に限定したリーグを2012年に発足させる構想を持っていることが報じられていた。その後、四国アイランドリーグplusを脱退した三重スリーアローズの受け皿として、三重県内の新リーグ設立を模索したが、スポンサーが現れず実現しなかった。また、三重スリーアローズも解散したため、リーグを構成していた球団はすべて消滅した。
- 関西独立リーグ (初代)（2009年 - 2013年）

当初の運営会社が初年度開幕から3か月で運営から撤退。その後もチームの参入と脱退・活動休止を繰り返し、2013年シーズン終了後に所属チームがすべて脱退した。
- プロ野球マスターズリーグ（2001年設立）

2008 - 2009年シーズンを最後に公式戦をおこなっていない。
- 日本女子プロ野球機構（2010年設立）

2021年シーズンに所属選手がなくなり、事実上の活動停止となった。同年末に休止を正式発表。
- ベイサイドリーグ（2022年設立）

2022年の名称は「日本海オセアンリーグ」。2023年シーズン終了後に加盟球団が1球団だけになるとともに運営企業が交代し、今後については別途発表するとしていたが実施されておらず、事実上活動を休止している。

### 設立構想が表明されたプロリーグ
- 東北ベースボールアカデミーリーグ

宮城県と岩手県以外の4県でチームの立ち上げが難航、岩手県がリーグの遅れからクラブチームに鞍替え（のちに廃部）、宮城県はチームトライアウトが行えず、その後野球学校として経営を行っている。
- 九州リーグ

構想を主導した長崎セインツは単独で四国・九州ILに加入。他のチームはそれ以外の社会人チームも加えて、地域社会人リーグとして別に「九州リーグ」を結成。
- 日本独立リーグ

アメリカ独立リーグのチームをベースに、そのノウハウを活かす形でリーグ運営を図ろうとしたが、具体的な作業が進まず、暗礁に乗り上げた。
- フルキャストリーグ

人材派遣会社のフルキャスト社長が構想を明らかにしたが、本業のトラブルにより頓挫。なお、フルキャスト自体はベースボール・チャレンジ・リーグに「キャリアサポーター」という形でビジネスパートナーとして加わっていたことがある。
- Uリーグ沖縄

一度は開幕にこぎつけたものの、給与面でのトラブル、審判や選手の不足と監督の不在、経済面の問題などでリーグは1週間程で事実上崩壊。その後、Uスターズ→沖縄スターズという社会人クラブチームで再出発。
- 大阪エキスポセブンティーズを中心とした新リーグ（名称未定）

当初関西独立リーグへの加入を検討していたエキスポセブンティーズが、同リーグの運営に不透明な点があることから加入を見送り、新たなリーグを発足させる構想を2009年8月に表明した。アメリカや韓国のチームも含めて、2011年以降にリーグをスタートさせるとしていたが、チームは2009年10月をもって活動を休止した。
- ベースボール北海道

2009年10月に、北海道の経済人や野球愛好者が札幌市に独立リーグ設立準備室を結成。11月10日に記者会見を開いて詳細を明らかにした。初年度の2011年は札幌市と小樽市の2チームでスタートし、2012年に4チームで年間72試合を行うとしていた。しかし、会見以降目立った動きが見られないまま、開幕予定を過ぎている。

## 韓国の独立リーグ
2017年、韓国では初となる独立リーグとして「コリアドリームリーグ」（略称KDL）が設立された。また、2018年には2つ目の独立リーグとして「京畿道チャレンジリーグ」（略称GCBL）が設立された。
2019年に上記2リーグの一部球団が移行した形で「独立野球団京畿道リーグ」（略称GBSA）が発足。以降は球団の新設と解散を繰り返しながらも崩壊の危機を乗り越え、2024年は8チームでリーグ戦を行った。

## 野球以外の独立リーグ
プロ野球以外では、アメリカのバスケットボール（NBA）、アイスホッケー（NHL）とメジャーリーグサッカーの下部組織に相当するクラスのリーグ戦も、形式上は独立リーグ（セミプロ）組織の形をとって運営している。代表的なリーグとしてバスケットボールではABA・CBA（2009年活動停止）、アイスホッケーではAHLが存在する。バスケットボールの独立リーグの中にはNBAのオフにシーズンを開くものも存在する。
アメリカンフットボール（NFL）の独立リーグとしては、USFLが1983年から1985年の3シーズンにわたって活動したのち2022年に復活した。XFLは2001年のみ活動したのち2020年に復活したが新型コロナウイルス感染症（COVID-19）の流行でシーズン途中で活動停止、2023年に再開した。2024年にUSFLとXFLは合併統合してUFLとなった。その他、2009年にはUFLが発足したが2012年に解散、AAFは2019年に開始したがシーズン途中で活動中止した。
日本では、日本プロバスケットボールリーグ（bjリーグ）が日本バスケットボール協会（JBA）管轄外として発足したため独立リーグとして扱われていたが、2010年3月20日のJBA理事会・評議員会で、選手・チームの登録を公認した。社会人アメリカンフットボールではXリーグとは別のプライベートリーグと呼ばれるリーグも存在する。